# Høgskolen i Lillehammer

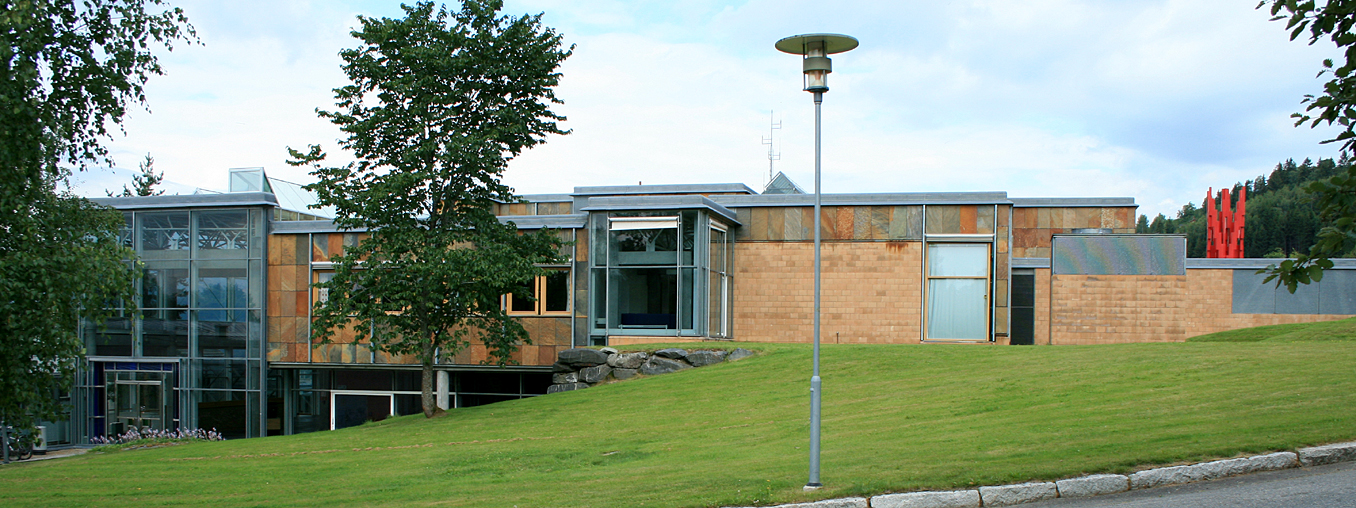
Høgskolen i Lillehammer, augusti 2007

Høgskolen i Lillehammer (HiL) är en statlig högskola i Lillehammer i Oppland fylke i Norge. Den grundades 1 augusti 1994 och har ca 4800 studenter och 320 anställda (2012). Högskolan bildades utifrån den tidigare Oppland distriktshøgskole i samband med en högskolereform 1994. Den är belägen i Storhove cirka 4 km norr om Lillehammers centrum. Det fylke varifrån flest studenter kommer är Hedmark, följt av Akershus och Buskerud.
Tillsammans med Høgskolen i Gjøvik (HiG) och Høgskolen i Hedmark (HH) samarbetar Høgskolen i Lillehammer med fylkeskommunerna i Hedmark och Oppland kring Prosjekt Innlandsuniversitetet, för att på 
sikt kunna ansöka om universitetsstatus.